# Rejet-de-Beaulieu
Rejet-de-Beaulieu é uma comuna francesa na região administrativa de Altos da França, no departamento do Norte. Estende-se por uma área de 6.35 km². Em 2010 a comuna tinha 252 habitantes (densidade: 39,7 hab./km²).